# Savigny-sur-Aisne
Savigny-sur-Aisne è un comune francese di 388 abitanti situato nel dipartimento delle Ardenne nella regione del Grand Est.

## Società

### Evoluzione demografica
Abitanti censiti